# SEDAN
SEDAN (СЕДАН, Sociedad Española de Automóviles Nacionales S.A.) — з 1964 року іспанський виробник автомобілів. Штаб-квартира розташована в місті Сарагоса. У 1965 році компанія припинила виробництво автомобілів.

## Вінченцо Анджеліно Джервазіо
Неаполітанець Вінченцо Анджеліно Джервазіо прибув до Іспанії добровольцем під час громадянської війни, після закінчення війни він вирішив залишитися в Іспанії, тим більше тут він знайшов собі дружину. У тому ж 1939 році 27-річний Джервазіо разом зі своєю дружиною Фелізою Пуеіо відкриває в Сарагосі фірму Talleres Nápoles («Неапольська майстерня»). Спеціалізуватися молодий італієць став на кузовних роботах і ремонті вантажних автомобілів, в яких післявоєнна Іспанія мала особливу потребу.

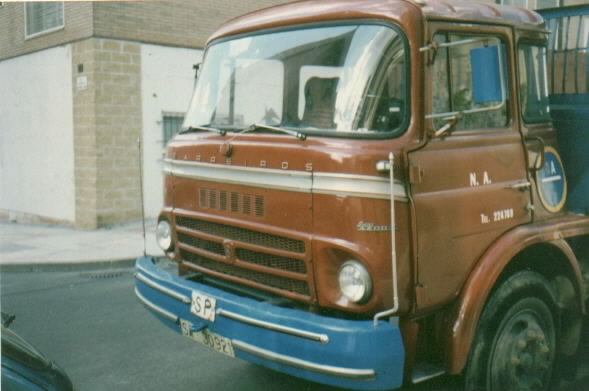
Barreiros Azor із вдосконаленою кабіною Nazar

У 1958 році сімейне підприємство почало виготовляти кузови для автобусів, які пропонувалися під маркою Nazar (в цьому слові зашифровані назви міст Неаполя (Napoles) і Сарагоси (Zaragoza)). 1960 року Джервазіо представив на виставці кабіну вантажівки власної розробки. Її унікальність була в тому, що її можна було встановити на будь-яке шасі. Так незабаром кабіну Talleres Nápoles можна було побачити на вантажівках іспанських марок Barreiros і Ramon Sellés. Серед інших плюсів цієї кабіни було панорамне скло, що покращувало оглядовість.
З 1961 року фірма стала випускати власні вантажівки марки Nazar, які комплектувалися двигунами Perkins або Henschel, мости використовувалися від компанії Timken. А через три роки з'явилася нова кабіна для вантажівок, яку використовували як на вантажівках власного виготовлення, так і на вантажівках марки Ramon Sellés. Але найсучасніша кабіна вантажівки в Іспанії не врятувала фірму, продажі якої впали вдвічі до 1964 року. Вінченцо Джервазіо довелося покинути свою фірму, яку інвестори перейменували в Fabricaciones Industriales S.A..

## Заснування компанії
Однак Джервазіо не розчарувався, і засновує все в тій же Сарагосі фірму Sociedad Española de Automóviles Nacionales S.A., або скорочено SEDAN. Він купує ліцензію на виробництво автомобілів у барселонця Енріке Лопеса Патау, який в 1959 році сконструював легковий автомобіль з кузовом родстер, який він назвав Mustang. Машина була побудована на трубчастій рамі, і в листопаді 1961 року, після кількох років відвідування порогів Міністерства промисловості Іспанії, йому вдається отримати дозвіл побудувати 25 автомобілів. Оскільки за ці роки він побудував вже два прототипи, то дозвіл на інші 23 автомобіля він і продає неаполітанцю.

## Початок виробництва автомобілів
Покинувши своє перше дітище, Джервазіо сконцентрувався на будівництві першого прототипу легкового автомобіля, який він назвав SEDAN Mustang, оскільки треба було використовувати торговельну назву, зареєстровану в дозволі. «Дика конячка» від Ford з'явилася якраз в той же час, коли і варіант Джервазіо. Тільки на відміну від американського «Мустанга», іспанський виявився не настільки прудким (хоча і базовий 3.3 л американський двигун видавав жалюгідні 120 к.с.), і взагалі пересувався за рахунок згорання дизельного палива у своєму моторі, який поставлявся фірмою Perkins. Об'єм двигуна становив трохи більше 1.6 л, а видавав цей атмосферний дизель 43 к.с., при цьому крутити його доводилося для досягнення цієї цифри аж до 4000 об/хв. Трансмісія з чотирма швидкостями була запозичена у SEAT 1400C, який був технічним клоном однойменного FIAT. На відміну від масового іспанського автомобіля марки SEAT, цей автомобіль не мав несучої конструкції і міг похвалитися тільки рамою східчастого типу, на яку вже одягали кузов типу седан, що вміщав п'ять пасажирів.
Підвіска коліс спереду була незалежною і лежала на трикутних важелях, пружинах і телескопічних амортизаторах, довершував картину стабілізатор передньої стійкості. Задня підвіска була ресорною з напівеліптичними ресорами і амортизаторами, гальмівна система мала гідравлічний привід всіх чотирьох барабанних механізмів. Довжина кузова становила 4.2 м при базі в 2.6 м, при цьому машина мала достатній простір на задніх сидіннях, що було важливим фактом, оскільки Джервазіо в основних клієнтах бачив таксистів. Максимальна швидкість складала 110 км/год, при цьому витрата палива не перевищувала семи літрів на 100 км.

## Припинення виробництва автомобілів. Закриття компанії
З грудня 1964 по березень 1965 років були побудовані всі 23 екземпляри, проте машина виявилася дорожчою досконалішого SEAT 1500, який змінив модель 1400. Тому в Іспанії вдалося реалізувати всього вісім з побудованих седанів, інші машини були відправлені в Аргентину. У березні 1965 року Вінченцо Джервазіо не вдалося отримати дозвіл на будівництво додаткової партії автомобілів, тому довелося закрити і це підприємство, хоча підприємець марив про 5000 вироблених автомобілів за 1965 рік, а в подальших планах у Джервазіо було виготовляти по 75 000 автомобілів на рік. Причина відмови була простою — конструкція Джервазіо істотно відрізнялася від конструкції тих Mustang, на які отримав свого часу дозвіл Патау.
Відмовившись від своїх мрій, довелося заснувати нове підприємство — Factorias Zane S.A.. Нове підприємство Джервазіо стало виготовляти кузови для автобусів, але й цей бізнес проіснував всього з жовтня 1965 по січень 1967 років.
Сьогодні існує тільки одне дітище Джервазіо — Talleres Nápoles, яке в 1966 році купила фірма Barreiros Diesel S.A., а через три роки продала його концерну Chrysler. 1971 року фірма змінила господаря на Van Hool España S.A. і стала називатися Hispano Carrocera S.A.L.. Останні дев'ять років компанія належить Ратану Тата та продовжує випускати автобуси вже під маркою Tata Hispano.

## Список автомобілів SEDAN
- 1964 — SEDAN Mustang